# アースワームジム
- アースワーム・ジム[注 1]

アースワームジム（Earthworm Jim）は、1994年にタカラ(現タカラトミー)より発売されたスーパーファミコン用ゲームソフト。
本作はミミズのヒーロー・ジムを主役としたアクションゲームである。

## 他機種版
| No. | タイトル                                     | 発売日                                      | 対応機種               | 開発元              | 発売元                                                               | メディア                                                 | 型式                      | 備考                 |
| --- | -------------------------------------------- | ------------------------------------------- | ---------------------- | ------------------- | -------------------------------------------------------------------- | -------------------------------------------------------- | ------------------------- | -------------------- |
| 1   | アースワームジム                             | 1995年12月1日 1994年10月 1994年11月11日     | メガドライブ           | Shiny Entertainment | Interplay Shiny Entertainment Virgin Interactive Entertainment       | ダウンロード （セガチャンネル） 24メガビットロムカセット | 2025年8月15日 T-70386-50  |                      |
| 2   | Earthworm Jim: Special Edition               | 1995年4月 1995年6月                         | Sega CD                | Shiny Entertainment | Interplay                                                            | CD-ROM                                                   | 2025年8月15日 T-125045-50 |                      |
| 3   | Earthworm Jim                                | 1995年7月 1995年8月                         | ゲームギア             | Eurocom             | Playmates Interactive Entertainment Virgin Interactive Entertainment | ロムカセット                                             | 2025年8月15日 T-70178-50  |                      |
| 4   | Earthworm Jim                                | 1995年9月 1995年                            | ゲームボーイ           | Eurocom             | Playmates Interactive Entertainment Virgin Interactive Entertainment | ロムカセット                                             | DMG-AEJE-USA DMG-AEJP-EUR |                      |
| 5   | アースワームジム                             | 1995年以降 1995年11月30日 1995年            | PC/AT互換機            | Kinesoft            | NECインターチャネル Activision                                       | CD-ROM                                                   | IC-9403 CDD-3114-01-U3    |                      |
| 6   | Earthworm Jim 3 蚯蚓吉姆3                    | 1997年1月                                   | ファミコン互換機       | 悍馬小組            | 卡聖                                                                 | ロムカセット                                             | NT-876                    |                      |
| 7   | Earthworm Jim                                | 1997年3月                                   | セガ・マスターシステム | Eurocom             | Tectoy                                                               | ロムカセット                                             | 028690                    |                      |
| 8   | Earthworm Jim                                | 2001年6月10日 2001年9月21日                 | ゲームボーイアドバンス | Game Titan          | Majesco THQ                                                          | ロムカセット                                             | AGB-AEJE-USA AGB-AEJP-EUR |                      |
| 9   | アースワームジム                             | 2008年12月16日 2008年10月27日 2008年10月3日 | Wii                    | Shiny Entertainment | Interplay                                                            | ダウンロード （Wiiバーチャルコンソール）                 | MCPJ MCPE MCPP            | メガドライブ版の移植 |
| 10  | Earthworm Jim                                | 2009年10月15日                              | iPhone                 | ゲームロフト        | ゲームロフト                                                         | ダウンロード                                             | 334838620                 |                      |
| 11  | Earthworm Jim                                | INT 2009年11月4日                           | Windows MacOS Linux    | Kinesoft            | Interplay                                                            | ダウンロード （Steam)                                    | 901147                    | PC/AT互換機版の移植  |
| 12  | Earthworm Jim                                | 2010年1月8日                                | BlackBerry             | ゲームロフト        | ゲームロフト                                                         | ダウンロード                                             | 5273                      |                      |
| 13  | アースワームジム                             | 2010年6月23日 2010年5月10日 2010年4月23日   | ニンテンドーDSi        | ゲームロフト        | ゲームロフト                                                         | ダウンロード （ニンテンドーDSiウェア）                   | KEWJ                      |                      |
| 14  | アースワームジム HD                          | INT 2010年6月9日                            | Xbox 360               | ゲームロフト        | ゲームロフト                                                         | ダウンロード （Xbox LIVE Arcade）                        | -                         |                      |
| 15  | Earthworm Jim HD                             | 2010年10月21日                              | Windows Mobile         | ゲームロフト        | ゲームロフト                                                         | ダウンロード                                             | -                         |                      |
| 16  | アースワームジム HD                          | 2011年2月1日 2010年8月3日 2010年7月28日     | PlayStation 3          | ゲームロフト        | ゲームロフト                                                         | ダウンロード （PlayStation Store)                        | NPJB-00115 NPUB-30120     |                      |
| 17  | アースワームジム HD                          | INT 2015年11月12日                          | Xbox One               | ゲームロフト        | Microsoft Studios                                                    | ダウンロード （Microsoft Store)                          | BT0ZPG6H6096              | Xbox 360版の移植     |
| 18  | Earthworm Jim                                | 2019年9月19日                               | SEGA Genesis Mini      | エムツー            | セガゲームス                                                         | プリインストール                                         | MK-16000                  | メガドライブ版の移植 |
| 19  | セガ メガドライブ for Nintendo Switch Online | INT 2022年9月15日                           | Nintendo Switch        | 任天堂 エムツー     | 任天堂                                                               | ダウンロード                                             | -                         | メガドライブ版の移植 |

メガドライブ版
レベル「Intestinal Distress!」を収録。 日本ではセガチャンネルのみで発売された。
Sega CD版
新規ステージ「Big Bruty」をはじめとするいくつかの要素が追加されている。
ゲームギア版
一部ステージが削除されている。
ゲームボーイ版
モノクロであること以外はゲームギア版と同様。
PC/AT版
Sega CD版の強化されたサウンドトラックが収録されている。
ファミコン互換機版
任天堂、原作者またはパブリッシャに無許可で発売された。全3ステージ。
マスターシステム版
ほぼゲームギア版と同様。
HD版
オリジナルゲームのスタッフが一切参加していないリマスター版。旧版の追加レベルは含まれていません。関連するすべての版は2018年2月に発売終了した。

## アニメ
今日に至るまで、このシリーズは日本では放映されていない。北米では2シーズン放映された。

## シリーズ作品
長い間、このシリーズはInterplayの所有物でした。
- アースワームジム2 - 1995年に発売。日本ではメガドライブとセガサターン版のみが発売された（前者はセガチャンネルのみで発売）。PC/AT互換機版は2009年にSteamを通じて日本のみで発売された。
- Earthworm Jim 3D - 1999年に発売。Nintendo 64用ソフト。Windows版は2009年にSteamを通じて日本のみで発売された。
- Earthworm Jim: Menace 2 the Galaxy - ゲームボーイカラー用ソフト。1999年に発売。日本未発売。